# Soudal Quick-Step/2024
Deze pagina geeft een overzicht van de UCI World Tour wielerploeg Soudal Quick-Step in 2024.

## Algemeen
Algemeen manager: Patrick Lefevere
Teammanager: Wilfried Peeters
Ploegleiders: Davide Bramati, Dries Devenyns, Iljo Keisse, Klaas Lodewyck, Tom Steels, Geert Van Bondt

Fietsmerk: Specialized
Kleding: Castelli

## Renners
| Naam                  | Geboortedatum | Nationaliteit       | Ploeg 2023                          |
| --------------------- | ------------- | ------------------- | ----------------------------------- |
| Julian Alaphilippe    | 11-06-1992    | Frankrijk           |                                     |
| Kasper Asgreen        | 08-02-1995    | Denemarken          |                                     |
| Ayco Bastiaens        | 03-06-1996    | België              | Alpecin-Deceuninck Development Team |
| Mattia Cattaneo       | 25-10-1990    | Italië              |                                     |
| Josef Černý           | 11-05-1993    | Tsjechië            |                                     |
| Remco Evenepoel       | 25-01-2000    | België              |                                     |
| Gil Gelders           | 16-12-2002    | België              | Soudal-Quick-Step Devo Team         |
| Jan Hirt              | 21-01-1991    | Tsjechië            |                                     |
| Antoine Huby          | 19-01-2001    | Frankrijk           | Vendée U                            |
| James Knox            | 04-11-1995    | Verenigd Koninkrijk |                                     |
| Yves Lampaert         | 10-04-1991    | België              |                                     |
| Luke Lamperti         | 31-12-2002    | Verenigde Staten    | Trinity Racing                      |
| Mikel Landa           | 13-12-1989    | Spanje              | Bahrain-Victorious                  |
| William Junior Lecerf | 15-10-2002    | België              | Soudal-Quick-Step Devo Team         |
| Paul Magnier          | 14-04-2004    | Frankrijk           | Trinity Racing                      |
| Fausto Masnada        | 06-11-1993    | Italië              |                                     |
| Tim Merlier           | 30-10-1992    | België              |                                     |
| Gianni Moscon         | 20-04-1994    | Italië              | Astana Qazaqstan Team               |
| Casper Pedersen       | 15-03-1996    | Denemarken          |                                     |
| Pepijn Reinderink     | 04-05-2002    | Nederland           | Soudal-Quick-Step Devo Team         |
| Pieter Serry          | 21-11-1988    | België              |                                     |
| Martin Svrček         | 17-02-2003    | Slowakije           |                                     |
| Bert Van Lerberghe    | 29-09-1992    | België              |                                     |
| Ilan Van Wilder       | 14-05-2000    | België              |                                     |
| Warre Vangheluwe      | 23-07-2001    | België              | Soudal-Quick-Step Devo Team         |
| Mauri Vansevenant     | 01-06-1999    | België              |                                     |
| Louis Vervaeke        | 06-10-1993    | België              |                                     |
| Jordi Warlop          | 04-06-1996    | België              | Soudal-Quick-Step Devo Team         |

### Vertrokken
| Naam             | Geboortedatum | Nationaliteit       | Ploeg 2024                |
| ---------------- | ------------- | ------------------- | ------------------------- |
| Andrea Bagioli   | 23-03-1999    | Italië              | Lidl-Trek                 |
| Davide Ballerini | 21-09-1994    | Italië              | Astana Qazaqstan Team     |
| Rémi Cavagna     | 10-08-1995    | Frankrijk           | Movistar Team             |
| Tim Declercq     | 21-03-1989    | België              | Lidl-Trek                 |
| Dries Devenyns   | 22-07-1983    | België              | Gestopt                   |
| Fabio Jakobsen   | 31-08-1996    | Nederland           | Team DSM-Firmenich PostNL |
| Michael Mørkøv   | 30-04-1985    | Denemarken          | Astana Qazaqstan Team     |
| Mauro Schmid     | 04-12-1999    | Zwitserland         | Team Jayco AlUla          |
| Florian Sénéchal | 10-07-1993    | Frankrijk           | Arkéa-B&B Hotels          |
| Jannik Steimle   | 04-04-1996    | Duitsland           | Q36.5 Pro Cycling Team    |
| Stan Van Tricht  | 20-09-1999    | België              | Alpecin-Deceuninck        |
| Ethan Vernon     | 26-08-2000    | Verenigd Koninkrijk | Israel-Premier Tech       |

## Overwinningen
| Olympische Zomerspelen Tijdrit: Remco Evenepoel Wegrit: Remco Evenepoel Europese kampioenschappen wegrit: Tim Merlier Wereldkampioenschappen wielrennen tijdrit: Remco Evenepoel Trofeo Ses Salines-Felanitx Paul Magnier AlUla Tour 3e etappe: Tim Merlier 4e etappe: Tim Merlier Puntenklassement: Tim Merlier Jongerenklassement: William Junior Lecerf Figueira Champions Classic Remco Evenepoel Ronde van Oman 3e etappe: Paul Magnier Ronde van de Algarve 4e etappe (ITT): Remco Evenepoel Eindklassement: Remco Evenepoel Ronde van de Verenigde Arabische Emiraten 1e etappe: Tim Merlier 4e etappe: Tim Merlier 6e etappe: Tim Merlier Puntenklassement: Tim Merlier Parijs-Nice 8e etappe: Remco Evenepoel Puntenklassement: Remco Evenepoel Bergklassement: Remco Evenepoel | Nokere Koerse Tim Merlier Scheldeprijs Tim Merlier Ronde van Italië 3e etappe: Tim Merlier 12e etappe: Julian Alaphilippe 18e etappe: Tim Merlier 21e etappe: Tim Merlier Vierdaagse van Duinkerke 4e etappe: Warre Vangheluwe Bergklassemnt: Fausto Masnada Critérium du Dauphiné 4e etappe (ITT): Remco Evenepoel Ronde van Zwitserland 1e etappe (ITT): Yves Lampaert Ronde van België 2e etappe: Tim Merlier 5e etappe: Tim Merlier Ronde van Slowakije 3e etappe: Julian Alaphilippe Puntenklassement: Julian Alaphilippe Jongerenklassement: Gil Gelders Ronde van Frankrijk 7e etappe (ITT): Remco Evenepoel Jongerenklassement: Remco Evenepoel | Ronde van Tsjechië 1e etappe: Luke Lamperti 4e etappe: Julian Alaphilippe Ronde van Groot-Brittannië 1e etappe: Paul Magnier 4e etappe: Paul Magnier 5e etappe: Paul Magnier Ronde van Luxemburg 3e etappe: Mauri Vansevenant Bergklassement: Pepijn Reinderink Kampioenschap van Vlaanderen Tim Merlier Gooikse Pijl Tim Merlier Ronde van Guangxi 2e etappe: Warre Vangheluwe Bergklassement: Pepijn Reinderink |

Mannen:   2003 · 2004 · 2005 · 2006 · 2007 · 2008 · 2009 · 2010 · 2011 · 2012 · 2013 · 2014 · 2015 · 2016 · 2017 · 2018 · 2019 · 2020 · 2021 · 2022 · 2023 · 2024 · 2025
Vrouwen:   2019 · 2020 · 2021 · 2022 · 2023 · 2024 · 2025
Alpecin-Deceuninck · Arkéa-B&B Hotels · Astana Qazaqstan · Bahrain Victorious · BORA-hansgrohe · Cofidis · Decathlon AG2R La Mondiale Team · EF Education-EasyPost · Groupama-FDJ · INEOS Grenadiers · Intermarché-Wanty · Lidl-Trek · Movistar Team · Soudal Quick-Step · dsm-firmenich PostNL · Jayco AlUla · UAE Team Emirates · Visma-Lease a Bike